# Ardisia escallonioides
Ardisia escallonioides är en viveväxtart som beskrevs av Christian Julius Wilhelm Schiede, Amp; Deppe, Diederich Franz Leonhard von Schlechtendal och Cham. Ardisia escallonioides ingår i släktet Ardisia och familjen viveväxter. Inga underarter finns listade i Catalogue of Life.

## Bildgalleri

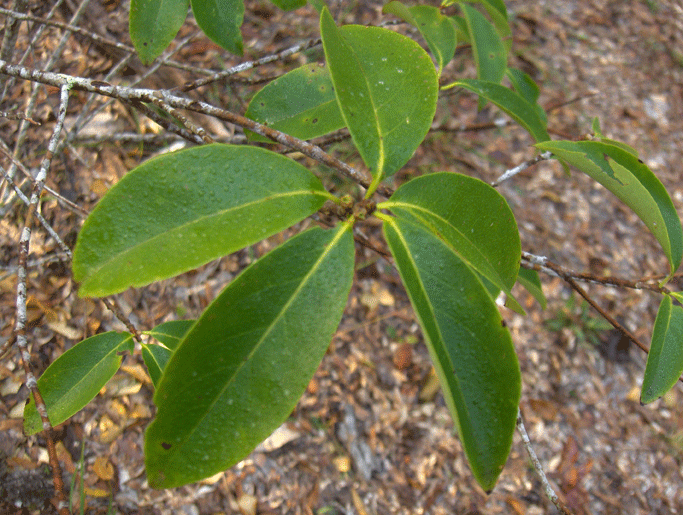